# Listă de soiuri de struguri românești
Soiurile românești de struguri  sunt următoarele:

## Soiuri albe (60)
- Alb mare
- Alb mărunt rotund
- Alb mic
- Alb românesc
- Albă zaharoasă
- Albă verde
- Albinos
- Albișoară
- Albuț mărunt
- Alidor *
- Arcadia
- Ardeleanca
- Armaș
- Aromat de Iași *
- Bacator
- Bălăban
- Bășicată
- Berbecel
- Boerească
- Boscănată albă
- Braghină
- Cârcioasă
- Chimighiera
- Cioinic
- Coadă grasă
- Coarnă albă
- Columna
- Condera
- Crâmpoșie
- Crâmpoșie selecționată
- Creață de Banat
- Cruciulița
- Diminichiu alb
- Fetească Albă
- Fetească Regală
- Firțigaia
- Focșăneanca
- Frâncușă
- Galbenă de Odobești
- Galbenă verde
- Golia *
- Gordan
- Gordin
- Grasă de Cotnari
- Iordana de Târnave
- Majarcă albă
- Majarca de Timiș
- Mustoasă de Măderat
- Nohan alb
- Om rău
- Ozana *
- Pârciu
- Plăvaie
- Plop
- Poamă boierească
- Poamă moale
- Raluca *
- Șarba
- Tămâioasă Românească
- Târțără
- Unirea *
- Verdea de Panciu
- Zghihară de Huși

## Soiuri roșii (30)
- 1001 (vin)
- Arcaș
- Bambal
- Băbească neagră
- Bălăban roșu
- Bătută neagră
- Boscănată neagră
- Busuioacă de Bohotin
- Cadarca de Miniș
- Ceaslă
- Corb de Sălaj
- Corb de Mehedinți
- Diminichiu roșu
- Epuroaica
- Fetească Neagră
- Leșească roșie
- Neagră
- Neagră bătută mustoasă
- Negru boia
- Negru de Drăgășani
- Negru lung
- Negru moale
- Negru românesc
- Negru Sarichioi de Tulcea
- Negru vârtos
- Nohan rosu
- Novac
- Roșioară de Dolj
- Scuturătoare
- Sebera
- Somoveancă de Tulcea
- Tiraz
- Țigancă
- Vulpe (vin)

## Alte soiuri (8)
- Ciomeagă (dispărut)
- Coiunghios Alb (dispărut)
- Parmac de Calafat (dispărut)
- Razachie (dispărut)
- Rosé de Mehedinți (dispărut)
- Seina de Vrancea (dispărut)
- Seina de Maramureș (dispărut)
- Tigvoasă (dispărut)